# جيمس أونيل (سياسي أمريكي، مواليد 1810)
جيمس أونيل (بالإنجليزية: James O'Neill)‏ هو قاضي وشخصية أعمال ومحامي وسياسي أمريكي، ولد في 4 مايو 1810 في ليسبون في الولايات المتحدة، وتوفي في 28 مارس 1882. انتخب عضو جمعية ولاية ويسكونسن.